# Xã Orion, Michigan
Xã Orion (tiếng Anh: Orion Township) là một xã thuộc quận Oakland, tiểu bang Michigan, Hoa Kỳ. Năm 2010, dân số của xã này là 35.394 người.